# Rome: Total War
A Rome: Total War (gyakran csak RTW vagy Rome) egy stratégiai játék, ahol a játékos történelmi és kitalált csatákat vívhat a Római Köztársaság idejében i. e. 270-től, időszámításunk szerinti 14-ig. A játékot a Creative Assembly fejlesztette, majd 2004. szeptember 22-én az Activision adta ki. A játék ingyenesen letölthető demója 2004. augusztus 23-án jelent meg, amelyben a játékos a trebiai csatában irányíthatja Hannibal csapatait.
A játékban óriási, több ezer embert felvonultató csatákat vívhatunk. A játék egyik legnagyobb újítása a teljesen új 3d-s grafikus motor, amely lehetővé teszi akár 30 000 egység megjelenítését a csatamezőn. Másik érdekesség a stratégiai és taktikai nézet összeillesztése, magyarán a csata helyszíne valójában úgy néz ki, mint a stratégiai térképen. (Ha a seregek egy folyónál találkoznak, akkor valójában folyó mellett fognak csatázni).
A játékos olyan hadvezérek bőrébe bújhat, mint Hannibal Barkasz, a II. pun háború karthágói vezetője, a gall hadúr, Vercingetorix, vagy akár Julius Caesar. A játék játszható népei közt megtalálható három római család (Juliusok, Brutusok, Scipiók), amelyek már a játék kezdetén elérhetőek, de vannak olyan népek is, amikkel csak akkor játszhatunk, ha már végigvittük egyszer a játékot. Ilyenek többek közt a görög városállamok, a gallok, a karthágóiak, a britek, a germánok, a parthusok, és az egyiptomiak. A Medieval: Total War-hoz hasonlóan itt is vannak népek melyek nem játszhatóak.
Ezek közt megtalálhatóak a dákok, a numidiaiak, az örmények és a szkíták. A játék történelmi jellegéből adódóan oktató tartalommal is bír, bár néhol történelmi pontatlanságokba botolhatunk.
A játék menete nagyon hasonlít elődeire, a Shogun: Total War-ra és a Medieval: Total War-ra, bár az ostromok és a városi csaták mechanizmusa kissé megváltozott. A legjelentősebb változás az, hogy a játékos stratégiai nézetben való mozgását a „mozgatási pontok” korlátozzák, az előző játékokban pedig területek szerint mozoghattunk.
Köszönhetően a játék realizmusának még megjelenése előtt motorját már két televíziós műsorban is használták. Az egyik a History Channel Decisive Battles című műsora volt, a másik pedig a BBC Two Time Commanders-e, ahol a csapatok újrajátszhatták a történelmi csatákat.
2005. szeptember 27-én megjelent a játék első kiegészítője, a Barbarian Invasion, amely a Római Birodalom végnapjait mutatja be a 363-tól 476-ig tartó időszakban.
2006. június 16-án a Creative Assembly újabb letölthető kiegészítőt készített a Rome: Total War-hoz, Alexander címmel. 2006. július 19-én kereskedelmi forgalomban is megjelent. Ez a kiegészítő Nagy Sándor hadjáratait mutatja be.

## Játékmenet
A játékban a játékos elsőként választhat egyet a kor népei közül. Ezután a játékosnak lehetősége van seregeket képezni, hogy elfoglalja a környező tartományokat, a tartomány fővárosának megostromlásával. Emellett természetesen építhet bizonyos épületeket a tartományai fővárosában, amik által előreléphet a fejlődésben, és fejlettebb egységeket képezhet, növelheti a tartományok bevételét (nagyobb kikötőkkel, mezőgazdasági épületek építésével), vagy szórakoztathatja a népet szórakoztató épületek építésével. A tengeri flották képesek szállítani a szárazföldi seregeket, vagy blokádot vonni az ellenség kikötői köré, ezzel csökkentve annak kereskedelmi bevételeit. A végső cél, csakúgy mint a többi Total War játékban, bizonyos számú tartomány elfoglalása. Ha a római családok egyikével játszik a játékos, akkor pedig magát Rómát is meg kell szerezni a szenátustól, hogy ő legyen a császár.

### Római frakciók
A Rome: Total War-ban három játszható római frakció van (Julius, Brutus és a Scipio) valamint egy nem-játszható, a szenátus. A három frakció a játék elején szövetségesei egymásnak és a szenátusnak, tehát nem támadják meg egymást, de ennek ellenére meg lehet vesztegetni a másik egységeit. Minden római frakció láthatja a másik által felfedezett területeket (ez semelyik másik szövetségre nem igaz). Ennek ellenére, mivel minden frakció független a másiktól, a játékos valószínűleg nem fog a segítségnyújtással bajlódni, ha nincs ő is közvetlen veszélyben.
Mindhárom frakció kap küldetéseket a szenátustól, de ezeket nem kötelező megcsinálni, csak ha a játékosnak kedve van. A szenátus küldetéseinek teljesítése esetén, a játékos és a szenátus kapcsolata javul, valamint jutalmakat kap a szenátustól. Ha az egyik frakció nem túl népszerű a szenátusnál, attól még ugyanúgy kap küldetést, valamint jutalmat a sikeres küldetések után, vagy büntetést a sikertelenek után.
A szenátus mellett figyelni kell a népszerűségünkre a nép körében is. Általában ez a népszerűség a megszerzett területektől függ (a nép szereti a hódítókat). Másfelől viszont a szenátus aggódni kezd, ha valamelyik frakció túl népszerű. Egy bizonyos ponton a szenátus felkéri a frakció vezetőjét, hogy kövessen el öngyilkosságot. Mint minden szenátusi kérést, ezt is el lehet utasítani, vagy el lehet fogadni. Amennyiben a játékos elfogadja a felkérést, a frakcióvezető öngyilkos lesz, majd helyébe örököse lép, így néhány évig a szenátus eltűri a népszerűséget. Viszont ha a játékos elutasítja a kérést, azzal polgárháborúba sodorja a római frakciókat. Ha a játékos úgy érzi, hogy elég nagy a népszerűsége, akkor is indíthat polgárháborút, egyszerűen csak meg kell támadni valamelyik másik római frakciót.
A római hadseregek alapja a kiváló, fegyelmezett és jól felszerelt gyalogság, de a lovasság viszonylag gyenge, a többi néphez viszonyítva. A játékban "átélhetjük" Gaius Marius haderő-reformját is, igaz I. e. 220 és I. e. 180 között (valójában ez I. e. 107-ben történt meg). A reformok előtt a hadsereg a hagyományos hastati-principes-triarii felépítésen alapult, de a reform után a jól ismert légiók lettek a gyalogság alapjai. A reform után jobb lovasság is elérhetővé válik.
A három római frakció, a játék kezdetén különböző területekkel bír, és a fő terjeszkedési irányok is különböznek. Mindegyik más isteneknek emelhet templomot, valamint eltérő típusú gladiátorokat vethet be a harctéren.
- A Julius-család az Appennini-félsziget északi területeit birtokolja, és a barbár törzsekkel – közülük is főleg a gallokkal harcol. A harcban Samnium-i gladiátorokat (Samnite gladiator) tudnak bevetni. Ceresnek, Bacchus-nak és Jupiternek emelhetnek templomot.
- A Brutus-család az Appennini-félsziget déli részeit tudhatja magáénak, és a keletebbre lévő görög frakciókkal háborúzik. A háborúba velite gladiátorokat (Velite Gladiators) tudnak küldeni. Templomot Marsnak, Merkúrnak és Junonak emelhetnek.
- A Scipio-család Szicíliában és Capuában székel és fő ellenfelük Karthágó, Numidia és Egyiptom. Templomaikat Neptun, Vulcan vagy Szaturnusz dicsőségére emelik. A szárazföldi haderejüket a mirmillo gladiátorok (Mirmillo Gladiators) erősítik, de ha felfejlesztjük a Neptunnak emelt templomot, akkor építhetünk egy különleges hajótípust is, a Corvus Quinqueremes-t. És ha felépítjük Szaturnusz lenyűgöző templomát toborozhatunk a játékmenet során egyedülálló árnyékharcosokat (arcanusokat) melyek meglepetést okozhatnak a közeledő ellenségnek.

Ha a szenátust a játékos „kézzel” elérhetővé teszi és játszik vele, annak politikai szerepe megszűnik. Valamint nem lesznek többé szenátusi küldetések, szenátusi hivatalok, és nem lesz szenátusi, vagy köznépi népszerűség sem. Ha a játékos megpróbálja megtekinteni a szenátus (Senate) képernyőt (ami általában ezeket tudatja a római frakciókkal) a játék „összeomlik”.

#### Történelmi hitelesség
A három játszható, római frakció, három híres rómairól van elnevezve, Caius Julius Caesar-ról, Marcus Junius Brutus-ról, és Publius Cornelius Scipio Africanus-ról. Igazából viszont nem volt „Scipii” vagy „Brutii” család. Ez mindkettő cognomen, azaz egy harmadik név, mellyel egy nagyobb család egy tagját jelölik. Marcus Junius Brutus családja volt a „Junii” család, míg Scipio Africanus a „Cornelii” családhoz tartozott. A nemes családokba általában nehéz volt bekerülni, mert kevés ilyen család volt, és azok is egymás közt házasodtak.
A három-párti, római rendszer, történelmileg teljesen pontatlan, ugyanis a Római Köztársaságot valójában kizárólag a szenátus (és különböző gyűlések) irányította, aminek lényegesen nagyobb hatalma volt, mint ahogy az a játékban látszik. A családok esetleg kisebb tartományokat birtokolhattak, de a birodalom kiterjesztésével új kormányzókat bíztak meg, nem pedig tábornokokat. A tábornokokat is a szenátus nevezhette ki, csakúgy mint a kormányzókat, de ezt a két tisztséget (kormányzó és tábornok) nem viselhette senki egyszerre (bár az olyan befolyásos politikusoknak mint Julius Caesar eseteként sikerülhetett).
A három-párti rendszer fő szerepe, hogy szimulálja a polgárháborút, ami végül a Római Köztársaság végéhez vezetett. A római frakciók neve is valószínűleg ezért származik Caius Julius Caesar, Marcus Junius Brutus, és Publius Cornelius Scipio Africanus Major nevéből. Továbbá feltételezhetően a Julii-család birodalom-párti, ugyanis Julius Caesar volt az első dictator perpetuus, a római császárok elődje (az első császár Augustus Caesar volt). Ezzel szemben a Brutii-család erősen köztársaság-párti, ugyanis Brutus arról lett híres, hogy megölte Julius Caesar-t, miután az megszerezte a teljhatalmat a szenátustól. Ezért elméletileg a Brutii családnak nincsenek birodalmi ambíciói.
Talán csekély jelentőséggel bír, de a nevek is hibásan vannak ragozva. Bár a Julius többesszáma valóban Julii, de a Brutus többes száma már nem Brutii, hanem Bruti. A Scipio többesszáma szintén nem Scipii, hanem Scipiones.
Számos egységnél is tévedések fedezhetőek fel. Jó példa erre az „Urban Cohort”, ami a játék legképzettebb gyalogosa a római seregben, de valójában ezek az egységek „csak” tűzoltók és éjjeliőrök voltak. Az arcani-k pedig kémek voltak, nem pedig nehézfegyverzetű ál-nindzsák, mint a játékban.
Nem csak a római frakcióknál találhatunk történelmi tévedéseket. A keltáknál, a druidák (melyeket a játékban a barbároknál találhatunk) valójában mentességet élveztek a katonai szolgálat alól, és a falu életének dolgaival foglalkoztak. A briteknél található British Head Hurlers (brit fejhajítók), akik levágott, mészbe mártott fejeket dobálnak, teljesen kitalált egységek. A fejek a kelta kultúrában értékes trófeák voltak, így soha nem használták volna őket „lőszerként”. Néhány egységet, mint például a harcikutyákat vagy a disznókat, valóban használták, de nem ekkora tömegben.

### Barbár népek
A barbár népeknek is van néhány előnyük és néhány hátrányuk. Ellentétben a legtöbb civilizált néppel, a barbárok nem tudnak fejlett utakat építeni, csak gyengébb minőségű földutakat, ami a stratégiai mozgásukat korlátozza. Ennél is fontosabb, hogy a városaikat csak a harmadik szintig tudják fejleszteni, ellentétben a civilizáltabb népekkel, akik az ötödik szintig tudnak fejleszteni. Viszont így gyorsabban elérhetővé válnak a fejlett egységeik. A barbár seregek szervezetlenek, de a harcosaik jobb harcosok, mint a többi nép katonái.
A barbár frakciók
- Gallok (játszható): A gallok főleg a mai Franciaország, Észak-Olaszország és Spanyolország bizonyos területeit birtokolják a játék elején. A galloknak jó íjászaik és kardforgatóik vannak, de lovasságuk gyenge.
- Britonok (játszható): A britek a játék kezdetén a Brit-szigeteket tartják ellenőrzésük alatt, valamint a mai Belgium jelentős részét. A brit seregben találhatóak harciszekerek, festett-arcú, dühöngő kardforgatók és fejhajigálók, akik levágott, mészbe mártott fejeket dobálnak, ezzel demoralizálva az ellenséget.
- Germánok (játszható): A germánok a játék kezdetén a galloktól északkeletre és a britektől keletre helyezkednek el, a mai Hollandia és Észak-Németország területén. A germán seregben erős de vad harcosok vannak, viszont itt található meg az egyetlen barbár egység is, amely phalanx-alakzatba tud állni. Számos harcosuk harcol fejszével, akik különösen hatékonyak a páncélozott egységek (például a római gyalogság) ellen.
- Ibérek (nem játszható): A spanyolok a Pireneusi-félsziget területén kezdenek, és azokat az ibériai törzseket testesítik meg, akik harcoltak a gallok és karthágóiak ellen, majd később szembeszálltak a rómaiakkal is. Erős gyalogságuk van, köztük olyan egységekkel, melyek támadás előtt gerelyt hajítanak az ellenségre. Viszont lovas és íjász egységük viszonylag kevés van.
- Dákok (nem játszható): A dákok főként erős gyalogságukra támaszkodnak, például a sarlóval harcoló katonáikra. Annak ellenére, hogy a dákok egy viszonylag gyenge, kelet-európai nép, egész sokáig ki tudják húzni.
- Szkíták (nem játszható): A szkíták kiváló lovasíjászokkal rendelkeznek. Történelmileg a szkíták csak egy apró törzset alkottak a játék kezdetének korában, és a nagyobb pusztákat a szarmaták birtokolták. Ennek ellenére a szarmaták csak zsoldosokként tűnnek fel a Rome: Total War-ban. A játékban a szkíták egy kiterjedt területet tartanak ellenőrzésük alatt Kelet-Európában, a mai Ukrajna területén.

### Görög népek
A görög népek főleg a Balkán-félszigeten és Anatóliában találhatóak. A görög népek rendkívül erős gyalogsággal rendelkeznek, melyek képesek a phalanx-alakzat felvételére, amivel a lovasságnak és a többi gyalogságnak is meggyűlik a baja.
A görög frakciók
- Görög városok (játszható): A görögöknek a játék kezdetén számos gyarmatuk van szétszórtan a Földközi- és Égei-tengeren. Seregük alapját a hopliták képezik, de a lovasságuk és íjászaik viszonylag gyengék (bár a krétai íjászok kiválóak). Igazából a görög városok soha nem egyesültek egy állammá, de sokan közülük szövetségesek voltak.
- Makedónok (nem játszható): A makedón sereg középpontjában a makedón phalanx, és a rohamlovasság áll, köztük a Nagy Sándor vezette kísérő lovasság. A játékban, néhány irányításbeli hiba miatt, a kísérő lovasság nem annyira hatékony, mint ahogy azt eredetileg tervezték. A makedónok a mai Görögország területén kezdik a játékot.
- Szeleukida Birodalom (játszható): A Szeleukida Birodalom hadserege nagyon hasonlít a makedón sereghez. Ebben a seregben viszont találhatóak hopliták, kaszával felszerelt harciszekerek, harci elefántok, vagy római mintájú légiósok is. Ezek miatt ez a játékban a legváltozatosabb sereg. A Szeleukida Birodalom területe az Égei-tengertől egészen Mezopotámiáig tart.
- Trákok (nem játszható): A trákok egy görög-barbár nép, így barbár és görög egységek is megtalálhatóak a seregükben. A legerősebb trák egység talán a sarlós harcos (Falxman), de a trákoknál található még, a szintén erős phalanx gyalogság is. A játék kezdetén a mai Görögország északi részétől a Fekete-tenger partjáig terjedő területet birtokolják.

### Karthágói népek
A karthágói népek Észak-Afrikában találhatóak. Közülük a fő népcsoport a karthágóiak. A seregeik főként a gyors és erős lovasságra és a különböző típusú és minőségű gyalogságra alapoznak.
Karthágói frakciók
- Karthágóiak (játszható): A karthágói seregben jól összeállított gyalogság, kiváló lovasság, valamint erős harci elefántok találhatóak, viszont elég kevés íjász egységük van. A játék kezdetén a mai Tunézia és az azt körülvevő területeken helyezkednek el, de van néhány gyarmatuk Dél-Spanyolországban, Szicíliában és Szardínián is.
- Numidiaiak (nem játszható): A numidiaiak seregében található a gerelyhajító könnyű lovasság, és több, gerellyel felszerelt egység, de van még könnyű, lándzsás gyalogság, valamint saját légiós egység is. Területük a karthágóiak Afrikai területétől nyugatra található.

### Keleti népek
A keleti népek közé, a nagyobb Közel-Keleti népek tartoznak. Seregeik alapja a kiváló lovasság, és néhol felfedezhetünk némi görög hatást, mivel Nagy Sándor is meghódította már a területet (a játék kezdete előtt kb. 50 évvel).
Keleti frakciók
- Parthusok (játszható): A pártusok serege főként a lovas egységekre alapoz, különösen a nehézlovasság-lovasíjász kombinációjára, ami gyakran dominál a többjátékos csatákban. De amíg a lovasságuk különösen erős, addig a gyalogságuk gyakorlatilag értéktelen. Emiatt az ostromok igen nehézkesek. Igazából a pártusok területe a Kaszpi-tenger délkeleti oldalán terült el, a játékban viszont a tenger északi partjánál kezdenek.
- Örmények (nem játszható): A pártusok seregéhez hasonlóan az örmény sereg is a lovasságra fókuszál. Egyedül az örmények rendelkeznek nehézlovas-íjásszal és keleti nehézgyalogsággal, amely akár phalanx-alakzatra is képes. Az örményeknek saját légiósaik is vannak. A játékban az örmények a mai Törökország hegyeinek térségét uralják.
- Pontusiak (nem játszható): A pontusiak seregében található gyors mozgású, gerellyel felszerelt lovasság, phalanx-alakzatra képes gyalogság és harciszekerek. A pontusiak a játék kezdetén Anatólia nagy részét birtokolják.

### Egyiptomi népek
- Egyiptomiak (játszható): Az egyiptomi sereg (az éghajlati viszonyok miatt) könnyű páncéllal ellátott egységekből áll. Az egyiptomi sereg valójában nagyon hasonlított az akkori görög seregekre (olyan egységekből állt, amelyek fel tudták venni a phalanx-alakzatot), viszont a játékban egy korhűtlen egyiptomi sereg látható, amely elsősorban íjászokból, dárdásokból és különböző harciszekerekből áll. Az egyiptomiak a játék kezdetén a mai Egyiptom területét és a Földközi-tenger keleti partjait uralják.

### Lázadó népek
A lázadókat három csoportra lehet osztani, aszerint hogy hogyan viselkednek. Ezek a csoportok a következők:
- Útonállok vagy kalózok: Az útonállók és a kalózok különböző módszerekkel megtámadják és kirabolják a másik frakciót. Az útonállók lezárják az utakat, ezzel gátolva a kereskedelmet, valamint az arra járó seregeket megtámadják. A kalózok pedig megpróbálják elvágni a tengeri kereskedelem útvonalait, valamint blokád alá vonni a kikötőket. Az útonállók és a kalózok egyre erősebbek lesznek, ha nem zavarják őket, szóval érdemes velük már akkor leszámolni, mikor felbukkannak, mert az erősebb csapataik már a komolyabb seregekre is veszélyt jelenthetnek. A legerősebb lázadó csapatok akár ki is foszthatják a városokat (bár ez nagyon ritka).
- Dezertőrök vagy felszabadított rabszolgák: A dezertőrök és a felszabadított rabszolgák olyan katonák, vagy rabszolgák, amelyek előzőleg valamelyik frakcióhoz tartoztak, amely kivonta az egész lakosságot vagy katonaságot a városukból. Ezek a csoportok általában vidéken állomásoznak. Nem, vagy csak ritkán rabolnak ki frakciókat. A felszabadított rabszolgák főleg parasztokból és néhány, látszólag katonai egységből állnak (ilyenek a gladiátorok vagy a városi őrség). A dezertőrök jóval veszélyesebbek, ugyanis jól szervezettek és hivatásos katonák is vannak köztük. A dezertőrök általában alakzatban mozognak, és nem hátrálnak meg könnyen, ha fenyegetést éreznek. Néha velük tart egy-egy lázadó tábornok is, aki egy frakción kívüli katonai vezető. Ebben az esetben a dezertőrök jóval veszélyesebbek, és akár városokat is megpróbálhatnak felgyújtatni.
- Független királyságok vagy lázadó városok: A független királyságok és a lázadó városok közt a különbség csak az eredetükben és a katonai képességükben van. A független királyságok független, egyik néphez sem tartozó városok, melyek a játék kezdete óta függetlenek, tehát soha nem hódította meg őket semelyik frakció. Általában alap katonai egységekkel rendelkeznek (ilyen például a városi őrség vagy a hopliták), de idővel erősebb haderőt alakíthatnak ki. Ilyen független királyság található például Athénban, a Sínai-félszigeten található Petrában, vagy a mai Írország területén lévő Tarában. A lázadó városok pedig olyan városok, melyek előzőleg valamelyik frakcióhoz tartoztak, de fellázadtak ellene, és saját vezetést hoztak létre.

## Díjak
A Rome: Total War számos kritikus által elismert játék lett. Sok helyen 2004 egyik legjobb stratégiai játékának választották. Az internetes és nyomtatott médiában is magas pontszámokat ért el, valamint díjakat nyert. Ilyenek például:
- PC Gamer (UK): All time 2nd best PC game (Minden idők második legjobb PC-s játéka)
- IGN: Editor’s Choice Award (Szerkesztők választása)
- PC Gamer (US): Editor’s Choice, Best Strategy Game of 2004 (Szerkesztők választása, 2004 legjobb stratégiai játéka)
- GameSpot: Editor’s Choice, Strategy Game of 2004 (Szerkesztők választása, 2004 legjobb stratégiai játéka)
- Adrenaline Vault: Seal of Excellence
- GameSpy: Editor’s Choice (Szerkesztők választása)
- E3 2003 Game Critics Awards: Best Strategy Game (Legjobb stratégiai játék)

## Kiegészítők
- Alexander: ebben az ellenfelek között találhatóak a szkíták, dahák, illírek, trákok, makedónok, perzsák, indiaiak.
- Barbarian Invasion: ellenfeleink a hunok, szászánidák, berberek, gótok, vandálok, szarmaták, osztrogótok, roxolánok, szlávok, szászok, frankok, alemannok, kelták, burgundok, longobárdok.

### Legnépszerűbb MOD-ok
- Rome: Total Realism
- Europa Barbarorum